# Псевдоожижение

Схематический чертёж реактора с кипящим слоем, использующего свойство псевдоожижения.

Псевдоожижение — это процесс, при котором по сути твердая статическая масса переводится в псевдосостояние, подобное состоянию жидкой массы. В отличие от сжижения в псевдожидкое состояние переводится не газ, а сыпучая (при определенных обстоятельствах) масса.
Как правило этот процесс происходит, когда жидкость (капельная жидкость или газ) движется вверх через зернистый материал. Данный процесс псевдоожижения основан на действии (противодействии) сил: аэродинамического лобового сопротивления и гравитационных сил.
Так же создание псевдоожиженного слоя возможно в результате действия (противодействия) сил: аэродинамического лобового сопротивления и центробежных сил.
Когда поток газа вводится через дно смеси зернистого материала с жидкостью или газом, этот поток будет двигаться вверх через пустоты между зёрнами материала. При низких скоростях газа, силы аэродинамического лобового сопротивления каждого из зёрен, действующие со стороны потока газа, также невелики, и поэтому слой остаётся в связанном состоянии. При увеличении скорости потока газа силы аэродинамического лобового сопротивления, действующие на зёрна, возрастают и начинают противодействовать силам гравитации, что принуждает слой к увеличению его объёма. Последнее обусловлено тем, что твёрдые зёрна стремятся двигаться друг от друга. Дальнейшее увеличение скорости потока приводит к тому, что объём достигает некоторого критического значения, при котором поднимающие зёрна вверх силы аэродинамического лобового сопротивления становятся равными гравитационным силам, тянущим зёрна вниз. Это приводит зёрна к тому, что они «висят» в потоке газа или жидкости. При критическом объёме слой обладает свойствами жидкости. При дальнейшем увеличении скорости потока газа, «единая плотность» («средняя плотность») слоя будет продолжать уменьшаться, и процесс псевдоожижения будет становиться более интенсивным до тех пор, пока зёрна не перестанут образовывать единый слой и частицы не начнут подниматься вверх, увлекаемые потоком газа.
Псевдоожиженный слой ведёт себя подобно жидкости или газу. Подобно воде в ведре слой будет принимать форму занимаемой ёмкости, его поверхность остаётся перпендикулярной гравитационным силам; зёрна с плотностью, меньшей чем «единая плотность» слоя будут подниматься на поверхность, в то время как объекты с плотностью более высокой чем «единая плотность» слоя опускаются на дно. Эти свойства позволяют транспортировать массу из твёрдых зёрен по трубам как жидкости, не прибегая к помощи механического транспорта (в частности, ленточных конвейеров). Свойства псевдоожиженной массы зёрен используются также в системах выгрузки раствора цемента в автоцементовозах.
В качестве наиболее простого обыденного примера применения псевдоожижения можно привести аппарат для приготовления попкорна. Зёрна попкорна, стандартизированные и почти одинаковые по массе и форме, зависают в потоке горячего воздуха, поднимающегося со дна камеры. Интенсивное перемешивание частиц попкорна, подобно перемешиванию кипящей жидкости, позволяет выровнять температуру по всему объёму камеры, минимизируя количество подгоревших зёрен. После «взрыва», теперь уже увеличенные зёрна под действием сил аэродинамического лобового сопротивления поднимаются наверх, и выталкиваются во внешнюю ёмкость, в то время как «не взорвавшиеся» зёрна движутся на дно камеры.
Процесс псевдоожижения используется для обогащения полезных ископаемых в кипящем слое.